# بيلاش ميجر
بيلاش ميجر (بالمجرية: Major Balázs)‏ هو راقص على الجليد مجري، ولد في 18 ديسمبر 1990 في بودابست في المجر.

## وصلات خارجية
- بيلاش ميجر على موقع الاتحاد الدولي للتزلج (الإنجليزية)
- بيلاش ميجر على موقع الاتحاد الدولي للتزلج (الإنجليزية)